# Polocka kneževina
Polocka kneževina (belorusko По́лацкае кня́ства, romanizirano Polackaje kniastva, latinsko Polocensis Ducatus), znana tudi kot Polocka Rusija, je bila srednjeveška kneževina na ozemlju sedanje Belorusije, Latvije in Rusije. Izvor in datum ustanovitve države nista zanesljiva. Kronike Kijevske Rusije omenjajo, da je Polock osvojil kijevski knez Vladimir Veliki, in da je bil nato povezan s Kijevsko Rusijo in njeno vladajočo dinastijo Rurikidov. 
Kneževino naj bi ustanovila plemenska zveza Krivičev okoli mesta Polock, ki je zdaj v Belorusiji. V drugi polovici 10. stoletja je Polocku vladala domača dinastija. Njen prvi vladar, ki je omenjen v kronikah, je bil pollegendarni Rogvolod (?–978), bolj znan kot oče Rognede Polocke, soproge Vladimirja Velikega. Kneževina je v 11. in 12. stoletju doživela več nasledstvenih kriz in vojno z Novgorodsko kneževino. V začetku 14. stoletja bila vključena v Veliko litovsko kneževino. 
Polocka kneževina se je v času svojega največjega obsega  raztezala na velikem delu današnje severne in osrednje Belorusije ter manjšem delu današnje jugovzhodne Latvije z naslednjimi mesti: Polock, Vitebsk, Druck, Minsk, Izjaslav (danes Zaslavje), Lahojsk, Borisav, Brahislav (danes Braslav), Kukenois (danes Koknese) in drugimi. 

## Zgodovina

### Izvor
Ustanovitev kneževine ni dokumentirana v nobeni kroniki. Nastala je verjetno v neznanem evolucijskem procesu. Polock je bil prvič omenjen leta 862 v Primarni kroniki kot mesto v Novgorodski Rusiji, skupaj z Muromom in Beloozerom. V Polocki kneževini je sprva vladala lokalna dinastija in ne guverner, ki bi ga imenovala Kijevska Rusija. 
Drugič je bil Polock omenjen celo stoletje pozneje, leta 980, ko je bil njegov vladar varjaški vojskovodja Ragnvald ali Rogvolod. Kronika poroča, da je v Polock prišel "iz tujine", kar se je običajno nanašalo na Varjage. Rogvolod je bil aktiven akter v boju za oblast v Kijevski Rusiji. 
Leta 972 je po smrti kijevskega kneza Svjatoslava I. prišlo do boja za oblast med njegovima sinovoma: novgorodskim knezom Vladimirjem I.  in kijevskim knezom Jaropolkom I.  Oba sta upala na politično in vojaško podporo Polocka. Da bi to dosegel, je Vladimir zaprosil Rogvolda za roko njegove hčerke Rognede. Rogneda je poroko z njim odklonila, s čimer je Polock postal Jaropolkov zaveznik. Vladimir se je nato vojskoval proti Polocku. Po barvitih legendah, zapisanih v Primarni kroniki, je zavzel Polock, pred starši posilil Rognedo, nato pobil vso njeno družino in mesto požgal. Rognedo so odpeljali v Kijev, kjer je postala Vladimirjeva žena. Lokalna polocka dinastija je bila iztrebljena. 
Potem ko se je Vladimir leta 988 spreobrnil v krščansko vero in si za ženo vzel Ano Porfirogeneto, hčerko bizantinskega cesarja Romana II., se je moral ločiti od vseh prejšnjih žena, vključno z Rognedo. Rogneda je vstopila v samostan in si nadela ime Anastazija, potem pa sta bila ona in njen sin  Izjaslav izgnana v Polock. Kneževina je bila obnovljena, vendar z najvišjo vejo dinastije Rurik na njenem prestolu. Po ponovni ustanovitvi je bilo v kneževini uvedeno pravoslavje. 

### Prizadevanje za neodvisnost
Leta 1001 je Izjaslava nasledil njegov sin Bračislav. Pod njegovo vladavino se je Polock poskušal odmakniti od Kijeva. Napetosti med kneževinama je še zaostrilo dejstvo, da so po vzhodnoslovanskem dednem pravu Izjaslavovi potomci, ker je umrl pred svojim očetom in ni nikoli vladal v Kijevu, izgubili svoje dinastične pravice do kijevskega prestola. Leta 1020 je Bračislav izropal Novgorod in ga nato izgubil v korist svojega strica Jaroslava Modrega. Odpovedati se je moral tudi nekaterim drugim svojim posestim. 
Naslednji dve stoletji so v Polocki kneževini vladali Izjaslavovi potomci.V vseh drugih kneževinah Kijevske Rusije so vladali knezi, ki so bili potomci Jaroslava Modrega. 
Zlata doba srednjeveškega Polocka je povezana z vladavino Bračislavovega sina Vseslava (1044–1101), ki je izkoristil državljanske vojne v Kijevu za uveljavitev svoje neodvisnosti. V tem času je Polock postal trgovsko središče in služil kot tranzitna točka med drugimi kneževinami Kijevske Rusije in Skandinavijo. Neodvisnost kneževine je hkrati uravnotežila odnose med Kijevom, Velikim Novgorodom in Varjagi. Sodobne nordijske sage opisujejo Polock kot najbolj utrjeno mesto v vsej Kijevski Rusiji. Kneževina je bila neodvisna tudi od Moskve in je zgolj formalno priznavala oblast Rurikidov. V poznem 10. stoletju je Polock uspešno koloniziral tudi dežele svojih zahodnih sosedov, prednikov današnjih Latvijcev in Litovcev. V začetku 13. stoletja so oblast v Litvi in Latviji prevzeli tevtonski vitezi, vendar so se zgodovinske vezi z obema izkazale za zelo močne in so trajale še 700 let. Litovci, zadnji pogani Evrope, pogumni in spretni bojevniki, so sprva služili Polocku v pomožnih četah v vojnah s tevtonskimi vitezi in vzhodnoslovanskimi kneževinami, potem pa so 1183 zavrnili poslušnost in ustanovili svojo državo. 
Simbol neodvisnosti Polocka je bila stolnica svete Sofije v Polocku, ki jo je zgradil Vseslav med letoma 1044 in 1066. Stolnica je po razkošju tekmovala z istoimenskima cerkvama v Novgorodu in Kijevu in privzela ime po Hagiji Sofiji v Carigradu. 

## Zaton
Po porazu v bitki na reki Nemigi in začasnem zaporu je Vseslav umrl, kneževina pa je bila razdeljena med njegova preživela sinova. Polocka kneževina je bila razdrobljena na številne manjše fevde – Minsko, Vitebsko, Drucko, Jersiško in Kokneško kneževino. Lokalni knezi so se med seboj vojskovali in poskušali uveljaviti svojo oblast nad Polockom. Nazadnje so zmagali vladarji Vitebska. Za krajša obdobja je oblast nad nekaterimi ozemlji Polocke kneževine zahtevala tudi sosednja Smolenska kneževina. 
Od sredine 12. stoletja so se spremembe dogajale v deželah zahodno od kneževine. Trdnjava Riga je postala glavna vojaška baza Livonskih bratov meča. Leta 1209 so križarji nemškega tevtonskega reda osvojili kneževini Jersika in Koknese na jugovzhodu današnje Latvije, ki sta bili prej pod oblastjo Polocka. Leta 1212 so Nemci Polock prisilili, da je dovolil nemškim trgovcem prosto potovanje po svojem ozemlju, in ukinili davke, ki jih je Polocku plačevala Livonija. Leta 1227 je Smolenska kneževina s pogodbo Polock odstopila Rigi. 
Letopisi potrjujejo zavezništva in skupne vojaške pohode Polocka in Litve. Novgorodska prva kronika na primer poroča, da je bil leta 1198 "Izjaslav postavljen za kneza v Lukih in je varoval Novgorod pred Litovci". Luki so se nahaja vzhodno od Polocka.
Polocka kneževina se je v letih 1237–1239 izognila mongolski invaziji na Kijevsko Rusijo, a je leta 1240 postala vazal Velike litovske kneževine in leta 1307 uradno del Litve. Do 1390. let je ohranila določeno stopnjo lokalne avtonomije, nato pa je bila ukinjena in postala del Polockega vojvodstva.

## Galerija
- Polock znotraj Kijevske Rusije (okoli 1100)
- Polocka kneževina (1132)
- Polocka kneževina v 12. stoletju
- Polocensis Ducatus na Mercatorjevem zemljevidu iz leta 1596
- Grb litovskega Polockega in Vitebskega vojvodstva